# Süleyman Seba
Süleyman Seba (né le 5 avril 1926 à Hendek, dans la province de Sakarya, mort à Istanbul le 13 août 2014), est le président du club de football de Beşiktaş de 1984 à 2000 et président honoraire jusqu'à sa mort. Il a également assuré la direction de la division stambouliote du service de renseignement d'État Millî İstihbarat Teşkilatı.
Après des études secondaires à Adapazarı, il part pour Istanbul, où il étudie au lycée de Galatasaray et au lycée de Kabataş et s'y initie au football. Il débute au club de Beşiktaş dans la première année de ses études. En 1946, il a commencé à jouer avec l’équipe de Beşiktaş. Dans les années 1950, Süleyman Seba est dans l’effectif ayant gagné 4 championnats de la ligue d’Istanbul en cinq ans. Entre-temps, il continue ses études de philologie française à la faculté de littérature de l'université Mimar Sinan mais finit par les arrêter pour poursuivre sa carrière de footballeur.
Il se fait connaître en marquant le premier but dans le Stade BJK İnönü ouvert en 1947 contre l’équipe suédoise AIK Solna.
En 1954, à l'âge de 28 ans, il arrête sa carrière de footballeur à cause d'un problème au ménisque au genou. Il devient membre du club de Besiktas en 1957. Six ans après, il entre pour la première fois au conseil d'administration du club. En 1984, il hérite de la gestion du club après Mehmet Üstünkaya et a réalisé un record difficile à battre.
Pendant ses seize années de présidence, il a écarté tous ses adversaires dans les huit congrès réalisés. Au cours de sa présidence, Süleyman Seba a remporté les trophées suivants :
- 5 fois champion du Championnat turc
- 4 fois champion de la Coupe de Turquie
- 4 fois champion de la Coupe de la présidence du conseil
- 2 fois champion de la coupe de la Présidence
- 6 fois champion de la coupe TSYD

Pendant la saison 1999-2000 après une mauvaise performance de l'équipe de football et après de nombreuses réactions de l’opposition, il ne soumet pas sa candidature au congrès du mois de mars 2000. Serdar Bilgili a été choisi comme nouveau président du club après le congrès de mars 2000. Il est choisi à l'unanimité deuxième « président honoraire » du club après Hakkı Yeten.